# Will You Haunt Me, with That Same Patience
Will You Haunt Me, With That Same Patience es el octavo álbum de estudio de la banda británica de metalcore Bury Tomorrow. El álbum fue lanzado el 16 de mayo de 2025 a través de Music for Nations y fue producido por Carl Bown.

## Antecedentes y promoción
El álbum fue producido por Carl Bown, conocido por su trabajo con Sleep Token, Bullet for My Valentine y While She Sleeps, debido a la ausencia del productor de su anterior álbum, Dan Weller. La vocalista principal, Dani Winter-Bates, explicó que Bown «tiene una forma de colocar los sonidos para que suenen orgánicos, no aplastados, sino también con un sonido intenso. Es algo genial que hace. Lleva mucho tiempo en el heavy metal. Conoce el juego, los sonidos y lo que está pasando. Además, ha producido a la banda más grande del planeta».
El 31 de mayo de 2024, Bury Tomorrow lanzó el sencillo "Villain Arc" y su videoclip. El 22 de noviembre, la banda lanzó otro sencillo, "What If I Burn", con su correspondiente videoclip. Simultáneamente, anunciaron que su octavo álbum de estudio, "Will You Haunt Me, with That Same Patience", se lanzaría el 16 de mayo de 2025. El 24 de enero de 2025, la banda lanzó el tercer sencillo, "Let Go", junto con su videoclip. El 7 de marzo, lanzaron el cuarto sencillo, "Waiting". El 25 de abril, se lanzó el quinto y último sencillo, "Forever the Night".

## Lista de canciones
| N.º | Título                     | Duración |  |
| 1.  | «To Dream, to Forget»      | 3:34     |  |
| 2.  | «Villain Arc»              | 3:39     |  |
| 3.  | «Wasteland»                | 3:22     |  |
| 4.  | «What If I Burn»           | 3:52     |  |
| 5.  | «Forever the Night»        | 4:06     |  |
| 6.  | «Waiting»                  | 3:39     |  |
| 7.  | «Silence Isn't Helping Us» | 3:47     |  |
| 8.  | «Found No Throne»          | 4:37     |  |
| 9.  | «Yōkai (妖怪)»             | 3:56     |  |
| 10. | «Let Go»                   | 3:53     |  |
| 11. | «Paradox»                  | 4:37     |  |

## Personal
Bury Tomorrow
- Winter-Bates - Voz gutural
- Tom Prendergast – teclado, voz secundario
- Kristan Dawson - guitarra principal
- Ed Hartwell – guitarra rítmica
- Davyd Winter-Bates – bajo
- Adam Jackson - batería, percusión